# Frederick Adam
Frederick Adam GCB GCMG (Kinross-shire, Escócia, 17 de junho de 1784 — Londres, 17 de agosto de 1853) foi um major-general escocês, que participou da Batalha de Waterloo, no comando da 3.ª Brigada (Ligeira). Era o quarto filho de William Adam de Blair Adam e de sua esposa Eleanora, filha de Charles Elphinstone, 10.º Lorde Elphinstone. Foi mais tarde um Lorde Alto Comissário das Ilhas Jônicas, que construiu Mon Repos, Corfu e outros marcos importantes naquele Protetorado.

## Carreira militar
Na idade de quatorze anos, em 1795, Frederick Adam entrou para o Exército Britânico. Treinou na escola de artilharia do Royal Arsenal, Woolwich. No mesmo ano, foi comissionado como primeiro-tenente e em 1796 foi promovido a segundo-tenente.
Tomou parte em campanhas nos Países Baixos e no Egito, sob o comando de Ralph Abercromby. Foi promovido ao posto de major em 1803 e a tenente-coronel em 1804. De 1806 a 1811, prestou serviços na Sicília. Entre 1812 e 1813, esteve na Espanha lutando na Guerra Peninsular, onde foi gravemente ferido em Alicante. Em 12 de abril de 1813, enquanto comandava a Brigada Ligeira da força expedicionária de John Murray, Adam conduziu uma ação brilhante de apoio à retaguarda contra os comandados do marechal Louis-Gabriel Suchet, em Biar. No dia seguinte, seu batalhão causou 350 baixas no regimento de Suchet durante a Batalha de Castalla. Adam foi ferido novamente em uma ação em Ordal, em 13 de setembro de 1813.

### Waterloo

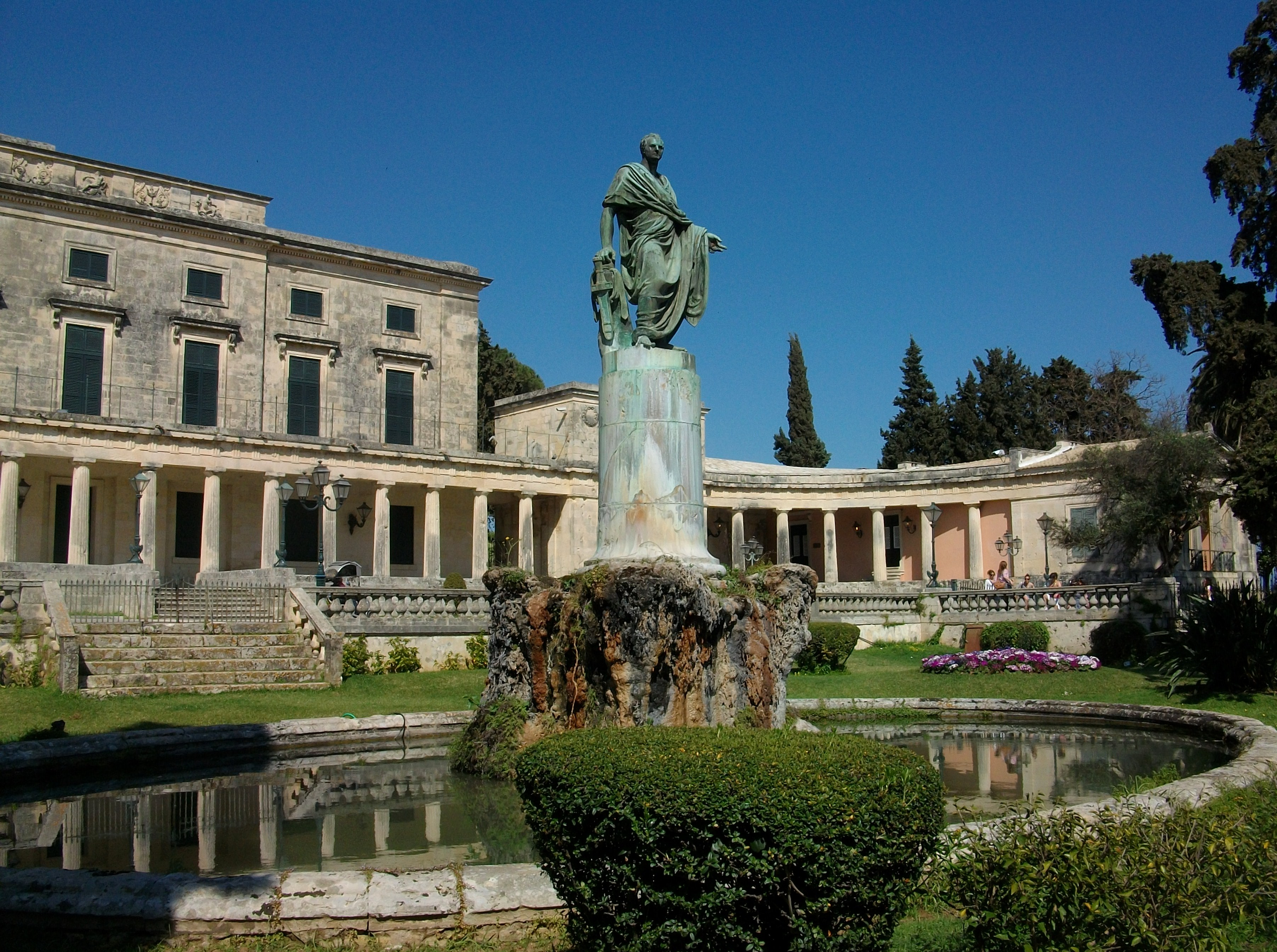
Estátua por Pavlos Prosalentis em Corfu

Em 18 de junho de 1815, Adam comandou a 3.ª Brigada britânica, da 2.ª Divisão de Henry Clinton, na Batalha de Waterloo. No momento mais crítico da batalha, o regimento de infantaria sob o comando de Adam, realizou um deslocamento para a esquerda a fim de atacar o flanco da Guarda Imperial francesa, enquanto a Guarda britânica combatia a parte frontal da coluna. Sob o fogo de duas direções, a Guarda francesa ofereceu uma breve resistência, em seguida, fugiu. Depois de seu ataque malsucedido às tropas britânicas, a Guarda francesa reuniu seus três regimentos reservas (algumas fontes dizem quatro), ao sul de La Haye Sainte para um último avanço contra os britânicos. Mas um ataque da brigada de Adam lançou-os em um estado de confusão e parte dos regimentos recuou para La Belle Alliance. Foi nessa ocasião, que o coronel Hugh Halkett tomou a rendição do general Pierre Cambronne.
A Guarda Imperial francesa fez ainda um último ataque nos arredores de La Belle Alliance. A Brigada do general Adam avançou sobre os soldados posicionados à direita das tropas britânicas de La Belle Alliance e mais uma vez causou um estado de confusão entre as tropas inimigas. Os soldados franceses posicionados à esquerda foram atacados pelos prussianos. Os franceses retiraram-se do campo de batalha em direção à França. A artilharia francesa, e tudo o mais que lhe pertencia, caiu nas mãos dos britânicos e prussianos.
| Unidade                                                        | Comandante                    | Força        | Baixas |
| 3.ª Brigada Ligeira britânica                                  | Major-general Frederick Adam  | 2 937 homens | 698    |
| 52.º Regimento de Infantaria (Oxfordshire)                     | Tenente-coronel John Colborne | 1 130        | 199    |
| 1/71.º Regimento de Infantaria (Terra Alta infantaria ligeira) | Lt-Colonel Reyner             | 936          | 202    |
| 2/95.º Regimento de Infantaria (rifles)                        | Major Norcott                 | 666          | 247    |
| 3/95.º Regimento de Infantaria (rifles)                        | Major John Ross               | 205          | 50     |

## Outros serviços

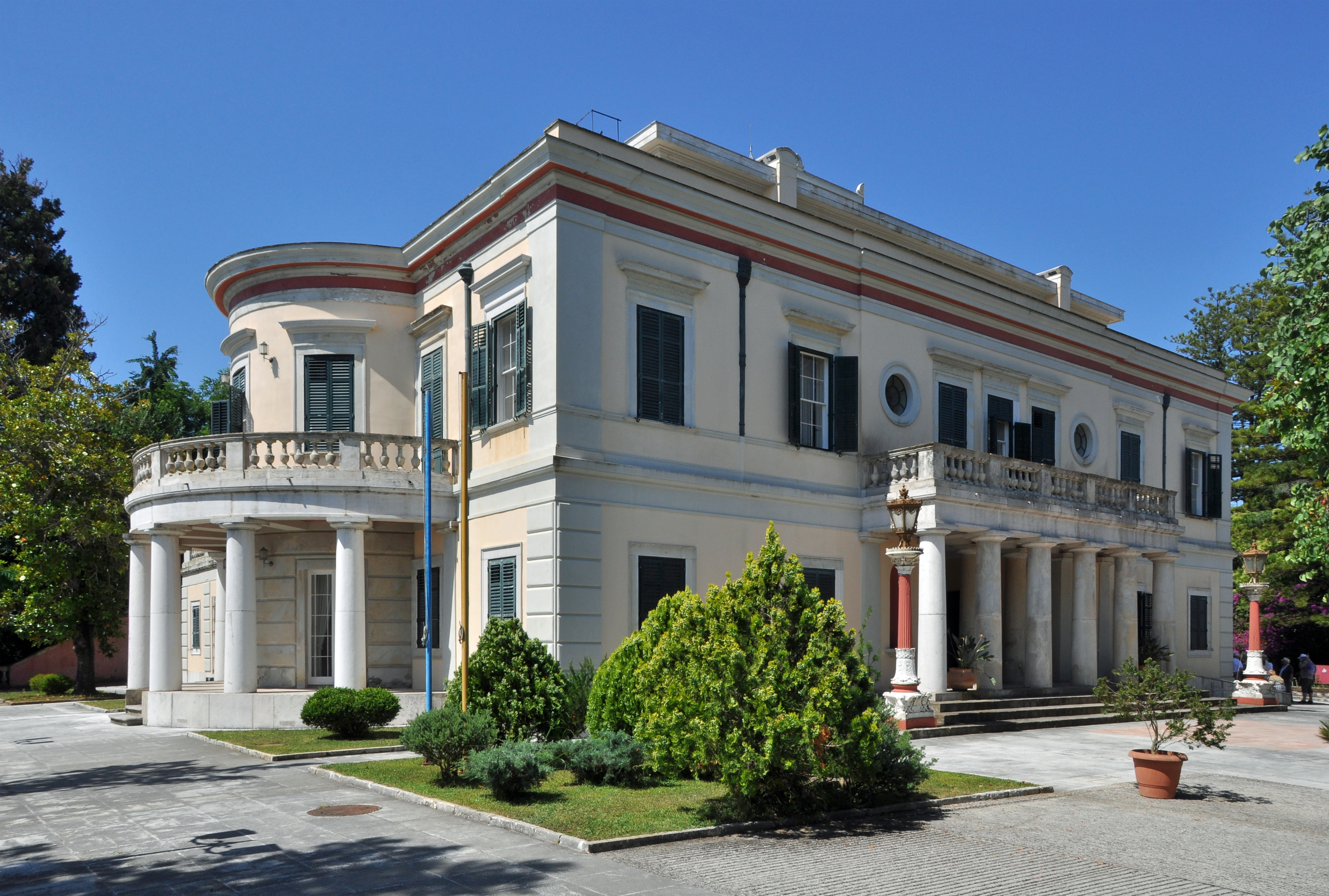
Mon Repos, Corfu

De 1817 a 1824, Adam continuou sua carreira no exército. Entre 1824 e 1832 foi um popular Lorde Alto Comissário das Ilhas Jônicas. Seus serviços nas contratações para a construção de edifícios públicos em Corfu foram muito apreciados pela população local. De 25 de outubro de 1832 a 4 de março de 1837, foi governador de Madras e em 1846 foi promovido a general.

## Comandos militares
Lista incompleta dos comandos militares:
- 1813 — comandou a Brigada Ligeira de anglo-aliados em Biar e Castalla;
- 1813 — comandou a Guarda avançada de anglo-aliados em Ordal;
- 1815 — comandou a 3.ª Brigada (Ligeira) britânica em Waterloo;
- 1829–1835 — Coronel do 73.º Regimento de Infantaria “Perthshire”;
- 1835 — Coronel da 75.ª Infantaria, que se encontrava na Índia;
- 1843 — Coronel da 21.ª de Fuzileiros.